# Щотове (станція)
Що́тове — вузлова вантажно-пасажирська залізнична станція Луганської дирекції Донецької залізниці.
Розташована в селищі міського типу Щотове, Антрацитівська міська рада, Луганській області на перетині ліній Дебальцеве — Красна Могила та Щотове — Антрацит між станціями Штерівка (13 км), Лобівські Копальні (15 км) та Карахаш (7 км).

## Діяльність
На станції здійснюються прийом і видача вантажів, що допускаються до зберігання на відкритих майданчиках станцій, а також продаж пасажирських квитків, прийом і видача багажу.
Через військову агресію Росії на сході Україні транспортне сполучення припинене, водночас на середину листопада 2018 р. двічі на день курсує 2 пари електропоїздів сполученням Фащівка — Красна Могила, що підтверджує сайт Яндекс.